# Iwan Broberg
Karl Iwan Sigfrid Andersson Broberg, född 27 juli 1887 i Söndrum, Halland, död 4 december 1975 i Masthuggs församling, Göteborg, var en svensk konstnär och stenhuggare.
Broberg studerade vid Halmstads tekniska yrkesskola 1919–1920 och provade därefter på ett antal olika yrken, bland annat som stenhuggare, och arbetade i USA, Tyskland och de nordiska grannländerna. Hans konstnärsverksamhet startade när han var i 35-årsåldern då han studerade konst för Sigfrid Ullman vid Valands målarskola i Göteborg och under studieresor till Danmark, England och Frankrike. Han medverkade i samlingsutställningar med konstgruppen Hallandsringen. Separat ställde han ut första gången på Galleri Olsens konstsalong i Göteborg 1947. Hans konst består av interiörer, mariner, stilleben, stadsmotiv, strand- och bergspartier samt Göteborgsutsikter. Broberg är representerad vid Göteborgs konstmuseum, Halmstads konstmuseum, Borås konstmuseum, Varbergs stadsbibliotek och ett antal skolor i Göteborg.
Broberg var son till stenhuggaren Anders Svensson och Ulla Svensson och gift första gången 1914 med Anna Andersson och andra gången från 1950 med konstnären Märta Gustafsson. Ibland kallade han sig för Iwan A:son eller A:son Broberg och han monogramsignerade ofta sina målningar med IB.
Iwan Broberg är begravd på Söndrums kyrkogård.